# Festival Internacional de Cine de Cannes de 2017
El Festival Internacional de Cine de Cannes de 2017, 70.ª edición, se celebró entre el 17 y el 28 de mayo de 2017. El director español Pedro Almodóvar fue el presidente del Jurado de la competición principal. La actriz italiana Mónica Bellucci fue la maestra de ceremonias de la inauguración y clausura del certamen. La película Les Fantômes d'Ismaël, del director francés Arnaud Desplechin, inauguró el festival.
La Palma de Oro fue otorgada a la película suecaThe Square del director Ruben Östlund.

## Jurado

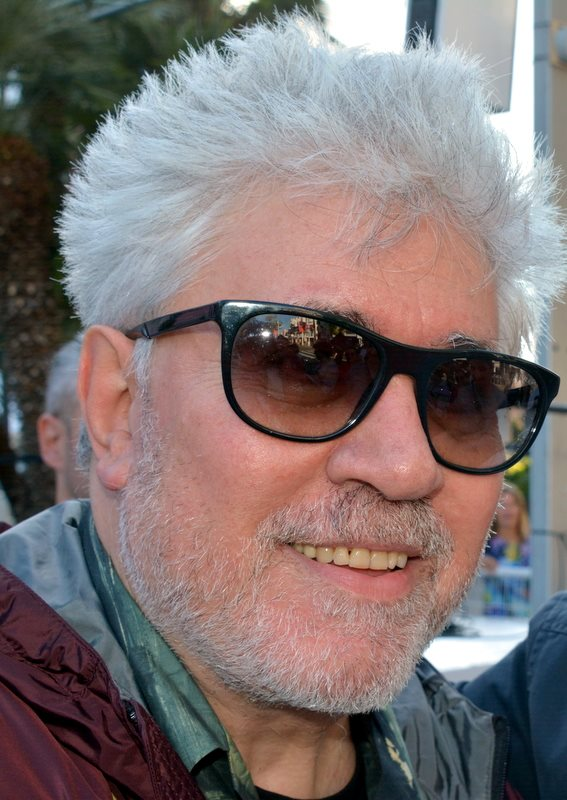
Pedro Almodóvar, presidente del jurado de la competición principal

### Competición principal
- Pedro Almodóvar, director y guionista español, presidente[5]
- Maren Ade, director alemán
- Fan Bingbing, actriz china
- Park Chan-wook, director surcoreano
- Jessica Chastain, actriz y productora estadounidense
- Agnès Jaoui, actriz y directora francesa
- Will Smith, actor y productor estadounidense
- Paolo Sorrentino, director italiano
- Gabriel Yared, compositor franco-libanés

### Un Certain Regard
- Uma Thurman, actriz estadounidense, presidenta[6]
- Mohamed Diab, director egipcio
- Reda Kateb, actor francés
- Joachim Lafosse, director belga
- Karel Och, director artístico del Festival Internacional de Cine de Karlovy Vary

### Caméra d'or

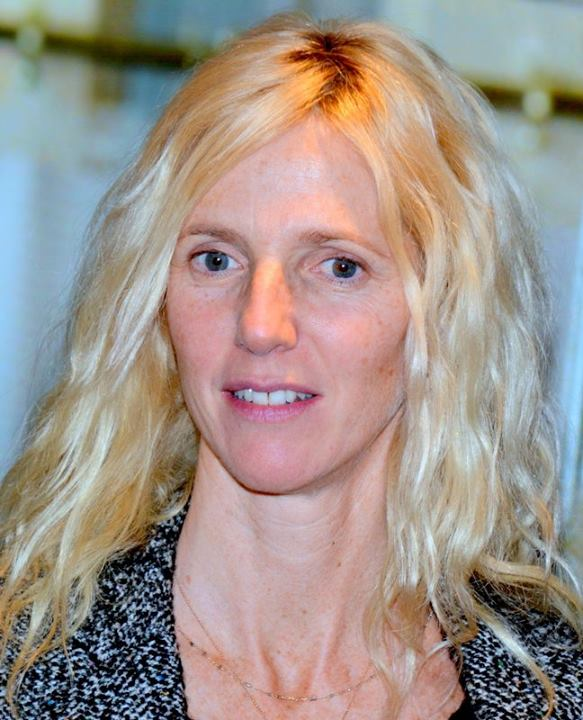
Sandrine Kiberlain, presidenta del jurado de la Caméra d'or

- Sandrine Kiberlain, actriz francesa, presidenta[6]
- Patrick Blossier, cineasta francés
- Elodie Bouchez, actriz francesa
- Guillaume Brac,  director francés
- Thibault Carterot, Presidente de M141 Productions
- Fabien Gaffez, crítico francés
- Michel Merkt, productor francés

### Cinéfondation y cortometrajes

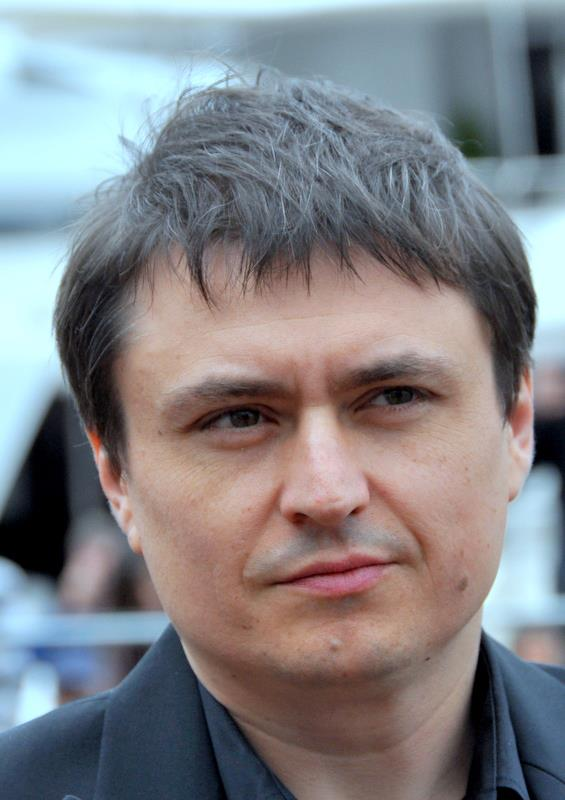
Cristian Mungiu, presidente del jurado Cinéfondation y cortometrajes

- Cristian Mungiu, director rumano, Presidente[6]
- Clotilde Hesme, actriz francesa
- Barry Jenkins, director estadounidense
- Eric Khoo, director singapurense
- Athina Rachel Tsangari, directora griega

### Jurados independentes
Gran Premio Nespresso (Semana Internacional de la Crítica)
- Kleber Mendonça Filho, director brasileño, presidente[7]
- Diana Bustamante Escobar, productor y director artístico del FICCI
- Eric Kohn, crítico estadounidense
- Hania Mroué, director libanés de Metropolis Cinema
- Niels Schneider, actor franco-canadiense

L'Œil d'or
- Sandrine Bonnaire, actriz y directora francesa, Presidenta[8]
- Lorenzo Codelli, crítico italiano
- Dror Moreh, director israelí
- Thom Powers, programador y director de festivales estadounidense
- Lucy Walker, director británico

Palma Queer
- Travis Mathews, director estadounidense, presidente[9]
- Yair Hochner, director, fundador y director artístico de TLVFest
- Paz Lázaro, programadora de cine española
- Lidia Leber Terki, director francés
- Didier Roth-Bettoni, periodista e historiador de cine francés

## Sección oficial

### En competición
Las películas nominadas para competir por la Palma de Oro fueron anunciadas el 13 de abril de 2017.
| Título                                    | Título Original                           | Director(es)        | País(es) de Producción               |
| ----------------------------------------- | ----------------------------------------- | ------------------- | ------------------------------------ |
| 120 pulsaciones por minuto                | 120 battements par minute                 | Robin Campillo      | Francia                              |
| El amante doble                           | L'Amant double                            | François Ozon       | Francia                              |
| La seducción                              | The Beguiled                              | Sofia Coppola       | Estados Unidos                       |
| The Day After                             | Geu-hu                                    | Hong Sang-soo       | Corea del Sur                        |
| La sumisa                                 | Krotkaya                                  | Sergei Loznitsa     | Ucrania, Francia                     |
| Good Time                                 | Good Time                                 | Josh y Ben Safdie   | Estados Unidos                       |
| Happy End                                 | Happy End                                 | Michael Haneke      | Francia, Alemania, Austria           |
| En la sombra                              | Aus dem Nichts                            | Fatih Akin          | Alemania                             |
| Jupiter's Moon                            | Jupiter holdja                            | Kornél Mundruczó    | Hungría                              |
| El sacrificio de un ciervo sagrado        | The Killing of a Sacred Deer              | Yorgos Lanthimos    | Irlanda, Reino Unido, Estados Unidos |
| Sin amor                                  | Nelyubov                                  | Andrey Zvyagintsev  | Rusia                                |
| The Meyerowitz Stories (New and Selected) | The Meyerowitz Stories (New and Selected) | Noah Baumbach       | Estados Unidos                       |
| Okja                                      | Okja                                      | Bong Joon-ho        | Corea del Sur, Estados Unidos        |
| Hacia la luz                              | Hikari                                    | Naomi Kawase        | Japón, Francia                       |
| Mal genio                                 | Le Redoutable                             | Michel Hazanavicius | Francia                              |
| Rodin                                     | Rodin                                     | Jacques Doillon     | Francia, Bélgica                     |
| The Square                                | The Square                                | Ruben Östlund       | Suecia, Alemania, Francia, Dinamarca |
| Wonderstruck                              | Wonderstruck                              | Todd Haynes         | Estados Unidos                       |
| En realidad, nunca estuviste aquí         | You Were Never Really Here                | Lynne Ramsay        | Reino Unido, Estados Unidos, Francia |

### Un Certain Regard
Las películas que compitieron en Un Certain Regard fueron anunciadas el 13 de abril de 2016.
| Título                    | Título Original              | Director(es)                  | País(es) de Producción                         |
| ------------------------- | ---------------------------- | ----------------------------- | ---------------------------------------------- |
| A Man of Integrity        | Lerd                         | Mohammad Rasoulof             | Irán                                           |
| Después de la guerra      | Après la guerre              | Annarita Zambrano             | Francia                                        |
| Barbara                   | Barbara                      | Mathieu Amalric               | Francia                                        |
| Beauty and the Dogs       | 'Aala Kaf Ifrit              | Kaouther Ben Hania            | Francia, Túnez, Suecia, Noruega, Líbano, Suiza |
| Before We Vanish          | Sanpo suru shinryakusha      | Kiyoshi Kurosawa              | Japón                                          |
| Demasiado cerca           | Tesnota                      | Kantemir Balagov              | Rusia                                          |
| Destinos                  | Posoki                       | Stephan Komandarev            | Bulgaria, Alemania                             |
| La cordillera             | La cordillera                | Santiago Mitre                | Argentina, Francia, España                     |
| La novia del desierto     | La novia del desierto        | Cecilia Atán y Valeria Pivato | Argentina, Chile                               |
| Las hijas de Abril        | Las hijas de Abril           | Michel Franco                 | México                                         |
| Fortunata                 | Sergio Castellitto           | Italia                        |                                                |
| Bienvenida a Montparnasse | Jeune Femme                  | Léonor Sérraille              | Francia, Bélgica                               |
| Out                       | Vychladnutie                 | György Kristóf                | Eslovaquia, Estados Unidos                     |
| Until the Birds Return    | En attendant les hirondelles | Karim Moussaoui               | Francia                                        |
| Viento Salvaje            | Wind River                   | Taylor Sheridan               | Estados Unidos, Reino Unido, Canadá            |
| Walking Past the Future   | Lu Guo Wei Lai               | Li Ruijun                     | China                                          |
| Western                   | Western                      | Valeska Grisebach             | Alemania, Austria, Bulgaria                    |
| El taller de escritura    | L'atelier                    | Laurent Cantet                | Francia                                        |

### Fuera de competición
Las siguientes películas fueron seleccionadas para ser proyectadas fuera de la competición:
| Título                         | Título Original                 | Director(es)          | País(es) de Producción      |
| ------------------------------ | ------------------------------- | --------------------- | --------------------------- |
| Basada en hechos reales        | D'après une histoire vraie      | Roman Polanski        | Francia, Bélgica            |
| La espada del inmortal         | Mugen no jūnin                  | Takashi Miike         | Japón                       |
| Caras y lugares                | Visages Villages                | Agnès Varda y JR      | Francia                     |
| Cómo enamorar a una chica punk | How to Talk to Girls at Parties | John Cameron Mitchell | Reino Unido, Estados Unidos |
| Los fantasmas de Ismael        | Les fantômes d'Ismaël           | Arnaud Desplechin     | Francia                     |

Sesiones de medianoche
| Título                         | Título Original      | Director(es)           | País(es) de Producción |
| ------------------------------ | -------------------- | ---------------------- | ---------------------- |
| Una oración antes del amanecer | A Prayer Before Dawn | Jean-Stéphane Sauvaire | Francia, Reino Unido   |
| The Merciless                  | Bulhandang           | Byun Sung-hyun         | Corea del Sur          |
| La villana                     | Agnyeo               | Jung Byung-gil         | Corea del Sur          |

### Proyecciones especiales
| Título                                 | Título Original                        | Director(es)            | País(es) de Producción           |
| -------------------------------------- | -------------------------------------- | ----------------------- | -------------------------------- |
| 12 Jours                               | 12 Jours                               | Raymond Depardon        | Francia, Túnez                   |
| La cámara de Claire                    | La caméra de Claire                    | Sang-soo Hong           | Corea del Sur, Francia           |
| Demons in Paradise                     | Demons in Paradise                     | Jude Ratnam             | Francia, Sri Lanka               |
| Una verdad muy incómoda: Ahora o nunca | An Inconvenient Sequel: Truth to Power | Bonni Cohen y Jon Shenk | Francia                          |
| Napalm                                 | Napalm                                 | Claude Lanzmann         | Francia                          |
| Carré 35                               | Carré 35                               | Éric Caravaca           | Francia, Alemania                |
| Promised Land                          | Promised Land                          | Eugene Jarecki          | Estados Unidos                   |
| Sea Sorrow                             | Sea Sorrow                             | Vanessa Redgrave        | Reino Unido                      |
| They                                   | They                                   | Anahita Ghazvinizadeh   | Estados Unidos, Dinamarca, Catar |
| El venerable W.                        | Le Vénérable W.                        | Barbet Schroeder        | Francia, Suiza                   |

Proyección homenaje
| Título            | Título Original   | Director(es)  | País(es) de Producción |
| ----------------- | ----------------- | ------------- | ---------------------- |
| Nos années folles | Nos années folles | André Téchiné | Francia                |

Proyección infantil
| Título       | Título Original | Director(es)                   | País(es) de Producción |
| ------------ | --------------- | ------------------------------ | ---------------------- |
| Zombillénium | Zombillénium    | Arthur de Pins y Alexis Ducord | Francia, Bélgica       |

Realidad virtual
| Título        | Título Original | Director(es)                | País(es) de Producción |
| ------------- | --------------- | --------------------------- | ---------------------- |
| Carne y arena | Carne y arena   | Alejandro González Iñárritu | Estados Unidos         |

Eventos del 70.º aniversario
| Título                                  | Director(es)                 | País(es) de Producción                                |      |
| --------------------------------------- | ---------------------------- | ----------------------------------------------------- | ---- |
| 24 Frames                               | 24 Frames                    | Abbas Kiarostami                                      | Irán |
| Come Swim                               | Kristen Stewart              | Estados Unidos                                        |      |
| Top of the Lake: China Girl (episodios) | Jane Campion y Ariel Kleiman | Reino Unido, Australia, Nueva Zelanda, Estados Unidos |      |
| Twin Peaks (2 episodios)                | David Lynch                  | Estados Unidos                                        |      |

### Cinéfondation
Esta sección se centra en películas realizadas por estudiantes en escuelas de cine. Los siguientes 16 participantes (14 de ficción y 2 de animación) fueron seleccionados entre 2.600 registrados.
| Título Original                               | Director              | Escuela, país                                         |
| --------------------------------------------- | --------------------- | ----------------------------------------------------- |
| Afternoon Clouds                              | Payal Kapadia         | FTII, India                                           |
| Animal                                        | Bahram Ark            | Iranian National School of Cinema, Irán               |
| Atlantis, 2003                                | Michal Blaško         | FTF VŠMU, Eslovaquia                                  |
| À perdre haleine                              | Léa Krawczyk          | La Poudrière, Francia                                 |
| Camouflage                                    | Imge Özbilge          | KASK, Bélgica                                         |
| Vazio do Lado de Fora                         | Eduardo Brandão Pinto | UFF, Brasil                                           |
| Give Up The Ghost                             | Marian Mathias        | NYU Tisch School of the Arts, EE. UU.                 |
| Heritage                                      | Yuval Aharoni         | Steve Tisch School of Film & Television - TAU, Israel |
| Láthatatlan                                   | Áron Szentpéteri      | Academy of Drama and Film in Budapest, Hungría        |
| Lejla                                         | Stijn Bouma           | Sarajevo Film Academy, Bosnia y Herzegovina           |
| Pequeño manifiesto en contra del cine solemne | Roberto Porta         | Universidad del Cine, Argentina                       |
| Paul est là                                   | Valentina Maurel      | INSAS, Bélgica                                        |
| Tokeru                                        | Aya Igashi            | Toho Gakuen Film Techniques Training College, Japón   |
| 迎向邊疆公路 / Yin shian bien jian gon lu     | Wang Yi-ling          | NTUA, Taiwán                                          |
| Deux Égarés sont morts                        | Tommaso Usberti       | La Fémis, Francia                                     |
| Wild Horses                                   | Rory Stewart          | NFTS, Reino Unido                                     |

### Cortometrajes
De 4,843 registrados, los siguientes cortometrajes fueron seleccionados para participar por la Palma de Oro al mejor cortometraje
| Título original              | Director              | País                           |
| ---------------------------- | --------------------- | ------------------------------ |
| Across My Land               | Fiona Godivier        | EE.UU.                         |
| Katto                        | Teppo Airaksinen      | Finlandia                      |
| Damiana                      | Andrés Ramírez Pulido | Colombia                       |
| A Drowning Man               | Mahdi Fleifel         | Reino Unido, Dinamarca, Grecia |
| 小城二月 / Xiao cheng er yue | Qiu Yang              | China                          |
| Pépé le morse                | Lucrèce Andreae       | Francia                        |
| Lunch Time                   | Alireza Ghasemi       | Irán                           |
| Push It                      | Julia Thelin          | Suecia                         |
| Koniec widzenia              | Grzegorz Mołda        | Polonia                        |

### Cannes Classics
Las películas seleccionadas para el espacio Cannes Classics se anunciaron el 3 de mayo de 2017.
Películas restauradas
| Título en español                 | Título original                 | Director(es)                  | País(es) de producción          |
| --------------------------------- | ------------------------------- | ----------------------------- | ------------------------------- |
| All That Jazz (1979)              | All That Jazz (1979)            | Bob Fosse                     | EE.UU.                          |
| L'Atalante (1934)                 | L'Atalante (1934)               | Jean Vigo                     | Francia                         |
| Babatu (1976)                     | Babatou, les trois conseils     | Jean Rouch                    | Niger, Francia                  |
| La balada de Narayama (1983)      | 楢山節考 / Narayama bushikō     | Shōhei Imamura                | Japan                           |
| La batalla del riel (1946)        | La Bataille du rail             | René Clément                  | Francia                         |
| Belle de Jour (1967)              | Belle de Jour (1967)            | Luis Buñuel                   | Francia, Italia                 |
| Blow-Up (1966)                    | Blow-Up (1966)                  | Michelangelo Antonioni        | United Kingdom, Italia, EE. UU. |
| El sol del membrillo (1982)       | El sol del membrillo (1982)     | Víctor Erice                  | Spain                           |
| Pas de deux (1968)                | Pas de deux (1968)              | Norman McLaren                | Canadá                          |
| Madame de… (1953)                 | Madame de… (1953)               | Max Ophüls                    | Francia, Italia                 |
| Harpya (1979)                     | Harpya (1979)                   | Raoul Servais                 | Bélgica                         |
| Encontré zíngaros felices (1967)  | Skupljači perja                 | Aleksandar Petrović           | Yugoslavia                      |
| El imperio de los sentidos (1976) | 愛のコリーダ / Ai no korīda     | Nagisa Oshima                 | Japan, France                   |
| L'Interview (1998)                | L'Interview (1998)              | Xavier Giannoli               | Francia                         |
| Lucía (1968)                      | Lucía (1968)                    | Humberto Solás                | Cuba                            |
| El hombre de hierro (1981)        | Człowiek z żelaza               | Andrzej Wajda                 | Polonia                         |
| Matzor (1969)                     | Matzor (1969)                   | Gilberto Tofano               | Israel                          |
| Merry-Go-Round (1956)             | Körhinta                        | Zoltán Fábri                  | Hungría                         |
| Mirror of Holland (1950)          | Spiegel van Holland             | Bert Haanstra                 | Países Bajos                    |
| Native Son (1951)                 | Native Son (1951)               | Pierre Chenal                 | Argentina, EE.UU.               |
| Oh, Sun! (1970)                   | Soleil O                        | Med Hondo                     | Francia, Mauritania             |
| Paparazzi (1964)                  | Paparazzi (1964)                | Jacques Rozier                | Francia                         |
| Peel (1986)                       | An Exercise in Discipline: Peel | Jane Campion                  | Australia                       |
| A River Runs Through It (1992)    | A River Runs Through It (1992)  | Robert Redford                | EE.UU.                          |
| The Seine Meets Paris (1957)      | La Seine a rencontré Paris      | Joris Ivens                   | Francia                         |
| Unforgiven (1992)                 | Unforgiven (1992)               | Clint Eastwood                | EE.UU.                          |
| El salario del miedo (1953)       | Le Salaire de la peur           | Henri-Georges Clouzot         | France, Italy                   |
| The Way (1982)                    | Yol                             | Yılmaz Güney                  | Turkey, Switzerland, Francia    |
| Cuando comienza el día            | When the Day Breaks (1999)      | Wendy Tilby and Amanda Forbis | Canadá                          |
| Whither? (1957)                   | إلى أين؟ / Ila ayn              | Georges Nasser                | Lebanon                         |

Documentales
| Título original                         | Director                                        | País                         |
| --------------------------------------- | ----------------------------------------------- | ---------------------------- |
| Becoming Cary Grant                     | Mark Kidel                                      | EE.UU., Reino Unido, Francia |
| La belge histoire du Festival de Cannes | Henri de Gerlache                               | Bélgica                      |
| David Stratton: A Cinematic Life (ŒdO)  | Sally Aitken                                    | Australia                    |
| Filmworker                              | Tony Zierra                                     | EE.UU.                       |
| Jean Douchet, l'enfant agité            | Fabien Hagège, Guillaume Namur, Vincent Haasser | Francia                      |

## Secciones paralelas

### Semana Internacional de la Crítica
La selección de películas para la Semana Internacional de la Crítica fue anunciada el 21 de abril de 2017. Sicilian Ghost Story, dirigida por Fabio Grassadonia y Antonio Piazza, fue seleccionada para abrir la Semana mientras que Brigsby Bear, dirigida por Dave McCary, fue la encarga de cerrarla. La competición incluyó por primera vez en la historia, una película animada y un documental.
Largometrajes
| Título en español    | Título original      | Director(es)             | País(es) de producción    |
| -------------------- | -------------------- | ------------------------ | ------------------------- |
| Ava (CdO)            | Ava (CdO)            | Léa Mysius               | Francia                   |
| The Family (CdO)     | La familia           | Gustavo Rondón Córdova   | Venezuela, Chile, Noruega |
| Gabriel e a montanha | Gabriel e a montanha | Fellipe Gamarano Barbosa | Brasil, Francia           |
| Makala               | Makala               | Emmanuel Gras            | Francia                   |
| Oh Lucy! (CdO)       | Oh Lucy! (CdO)       | Atsuko Hirayanagi        | Japón, EE.UU.             |
| Los Perros           | Los Perros           | Marcela Said             | Chile, Francia            |
| Tehran Taboo         | Tehran Taboo         | Ali Soozandeh            | Alemania, Austria         |

Cortometrajes
| Título original                            | Director                | País                         |
| ------------------------------------------ | ----------------------- | ---------------------------- |
| Najpiękniejsze fajerwerki ever             | Aleksandra Terpińska    | Polonia                      |
| Les Enfants partent à l'aube               | Manon Coubia            | Francia                      |
| Los Desheredados                           | Laura Ferrés            | España                       |
| Ela - Szkice na Pozegnanie                 | Oliver Adam Kusio       | Alemania                     |
| Le Visage                                  | Salvatore Lista         | Francia                      |
| Jodilerks Dela Cruz, Employee of the Month | Carlo Francisco Manatad | Filipinas, Singapur          |
| Möbius                                     | Sam Kuhn                | EE.UU., Canadá               |
| Real Gods Require Blood                    | Moin Hussain            | Reino Unido                  |
| Selva                                      | Sofía Quirós Ubeda      | Costa Rica, Argentina, Chile |
| Tesla : lumière mondiale                   | Matthew Rankin          | Canadá                       |

Proyecciones especiales
| Título en español                   | Título original                     | Director(es)                      | País(es) de producción |
| ----------------------------------- | ----------------------------------- | --------------------------------- | ---------------------- |
| After School Knife Fight            | After School Knife Fight            | Caroline Poggi, Jonathan Vinel    | Francia                |
| Coelho Mau                          | Coelho Mau                          | Carlos Conceição                  | Portugal, Francia      |
| Petit Paysan                        | Petit Paysan                        | Hubert Charuel                    | Francia                |
| Brigsby Bear (CdO) (closing film)   | Brigsby Bear (CdO) (closing film)   | Dave McCary                       | EE.UU.                 |
| Les Îles                            | Les Îles                            | Yann Gonzalez                     | Francia                |
| Sicilian Ghost Story (opening film) | Sicilian Ghost Story (opening film) | Fabio Grassadonia, Antonio Piazza | Italia                 |
| A Violent Life                      | Une vie violente                    | Thierry de Peretti                | Francia                |

### Quincena de Realizadores
La selección completa para la sección de la Quincena de Realizadores fue anunciada el 20 de abril de 2017, en el web de la sección. Un sol interior de Claire Denis, fue seleccionada como película inaugural de la sección de la Quincena de Directores y Patti Cake$ de Geremy Jasper, fue seleccionada como película de clausura.
Películas – El ganador del premio Art Cinema en color.
| Título original                         | Director                              | País                          |                                     |
| --------------------------------------- | ------------------------------------- | ----------------------------- | ----------------------------------- |
| A Ciambra                               | A Ciambra                             | Jonas Carpignano              | Italia Francia, Alemania            |
| Alive in France (ŒdO)                   | Alive in France (ŒdO)                 | Abel Ferrara                  | Francia                             |
| Bushwick                                | Bushwick                              | Cary Murnion, Jonathan Milott | EE.UU.                              |
| La Defensa del Dragón                   | La Defensa del Dragón                 | Natalia Santa                 | Colombia                            |
| The Florida Project                     | The Florida Project                   | Sean Baker                    | United States                       |
| Frost                                   | Frost                                 | Šarūnas Bartas                | Lituania, Francia, Polonia, Ucrania |
| I Am Not a Witch (CdO)                  | I Am Not a Witch (CdO)                | Rungano Nyoni                 | United Kingdom, Francia             |
| L'Intrusa                               | L'Intrusa                             | Leonardo Di Costanzo          | Italia, Francia, Switzerland        |
| Jeannette, la infancia de Juana de Arco | Jeannette, l'enfance de Jeanne d'Arc  | Bruno Dumont                  | Francia                             |
| Sácame de dudas                         | Ôtez-moi d'un Doute                   | Carine Tardieu                | Francia, Belgium                    |
| Un sol interior (opening film)          | Un beau soleil intérieur              | Claire Denis                  | Francia                             |
| Amante por un día                       | L'Amant d'un jour                     | Philippe Garrel               | Francia                             |
| Marlina the Murderer in Four Acts (QP)  | Marlina Si Pembunuh Dalam Empat Babak | Mouly Surya                   | Indonesia                           |
| Mobile Homes                            | Mobile Homes                          | Vladimir de Fontenay          | Canadá, Francia                     |
| Nothingwood (CdO) (ŒdO) (QP)            | Nothingwood (CdO) (ŒdO) (QP)          | Sonia Kronlund                | Francia, Germany                    |
| Patti Cake$ (CdO) (closing film)        | Patti Cake$ (CdO) (closing film)      | Geremy Jasper                 | EE.UU.                              |
| Corazón puro (CdO)                      | Cuori Puri                            | Roberto De Paolis             | Italia                              |
| The Rider                               | The Rider                             | Chloé Zhao                    | EE.UU.                              |
| West of the Jordan River (ŒdO)          | ממערב לירדן                           | Amos Gitai                    | Israel                              |

(CdO) película elegible a la Caméra d'Or como director novel. - (ŒdO) película elegible a la Œil d'or como documental. - (QP) película elegible a la Palma Queer.
Cortometrajes – El ganador del Premio Illy al cortometraje en color.
| Título original     | Director                               | País     |
| ------------------- | -------------------------------------- | -------- |
| Água Mole           | Laura Goncalves, Alexandra Ramires     | Portugal |
| Retour à Genoa City | Benoit Grimalt                         | Francia  |
| La Bouche           | Camilo Restrepo                        | Francia  |
| Copa-Loca           | Christos Massalas                      | Grecia   |
| Creme de Menthe     | David Philippe Gagné, Jean-Marc E. Roy | Canadá   |
| Farpões, Baldios    | Marta Mateus                           | Portugal |
| Min Börda           | Niki Lindroth von Bahr                 | Suecia   |
| Nada                | Gabriel Martins                        | Brasil   |
| Tijuana Tales       | Jean-Charles Hue                       | Francia  |
| Trešnje             | Dubravka Turić                         | Croacia  |

### ACID
ACID, una asociación de directores, apoya a nueve películas cada año. La lista completa se anunció el 21 de abril de 2017.
Largometrajes
| Título en español                   | Título original                     | Director                  | País                |
| ----------------------------------- | ----------------------------------- | ------------------------- | ------------------- |
| The Assembly                        | L'Assemblée                         | Mariana Otero             | France              |
| Antes de que termine el verano      | Avant la fin de l'été               | Maryam Goormaghtigh       | France, Switzerland |
| Belinda                             | Belinda                             | Marie Dumora              | France              |
| Coby (QP)                           | Coby (QP)                           | Christian Sonderegger     | France              |
| Kiss and Cry                        | Kiss and Cry                        | Lila Pinell, Chloé Mahieu | France              |
| Last Laugh                          | Last Laugh                          | Zhang Tao                 | Hong Kong, France   |
| Sans Adieu                          | Sans Adieu                          | Christophe Agou           | France              |
| Aprendiendo a vivir                 | Scaffolding                         | Matan Yair                | Israel, Poland      |
| Le Ciel étoilé au-dessus de ma tête | Le Ciel étoilé au-dessus de ma tête | Ilan Klipper              | France              |

Special screenings
| Título en español | Título original   | Director         | País   |
| ----------------- | ----------------- | ---------------- | ------ |
| Pour le réconfort | Pour le réconfort | Vincent Macaigne | France |

ACID Trip #1 - Serbia
| Título en español                      | Título original                        | Director         | País                                                 |
| -------------------------------------- | -------------------------------------- | ---------------- | ---------------------------------------------------- |
| Dos Patrias                            | Dos Patrias                            | Kosta Ristić     | Serbia, Cuba                                         |
| Emergency Exit                         | Izlaz u slučaju opasnosti              | Vladimir Tagić   | Serbia                                               |
| A Handful of Stones                    | Kamen u ruci                           | Stefan Ivancić   | Serbia                                               |
| Humidity                               | Vlažnost                               | Nikola Ljuca     | Serbia, Netherlands, Greece                          |
| If I had it my way I would never leave | If I had it my way I would never leave | Marko Grba Singh | Serbia                                               |
| Requiem for Mrs. J                     | Rekvijem za gospodju J.                | Bojan Vuletić    | Serbia, Bulgaria, Macedonia, Russia, France, Germany |
| Transition                             | Tranzicija                             | Milica Tomović   | Serbia                                               |

## Premios

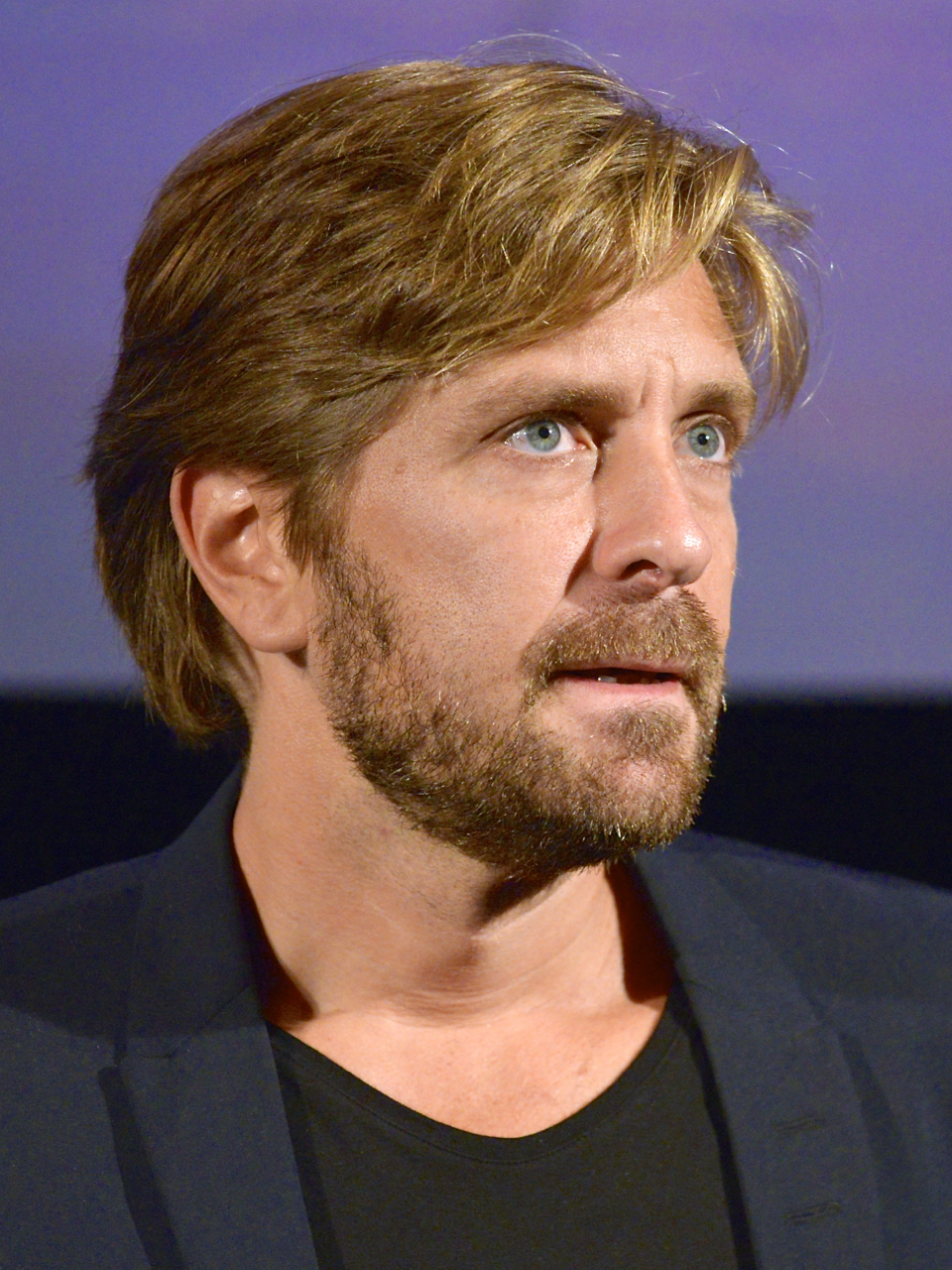
Ruben Östlund, ganador de la Palma de Oro 2017

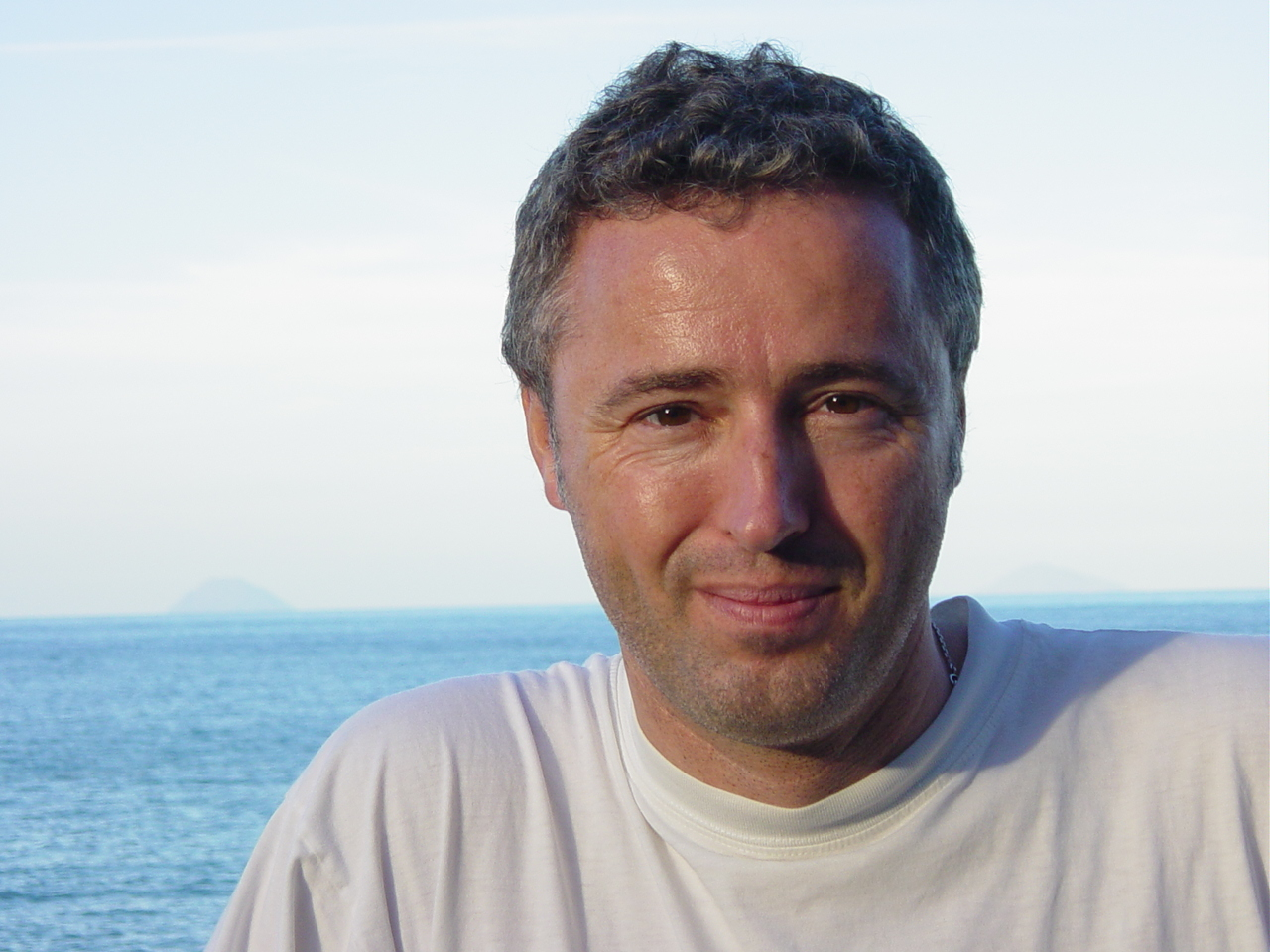
Robin Campillo, ganador del Gran Premio

### Premios oficiales
Las siguientes películas fueron galardonadas en el festival de 2016:
En competición
- Palma de Oro: The square de Ruben Östlund
- Gran Premio del Jurado: 120 pulsaciones por minuto de Robin Campillo
- Premio a la mejor dirección: Sofia Coppola por The Beguiled
- Premio al mejor guion: 
  - Yorgos Lanthimos y Efthymis Filippou por El sacrificio de un ciervo sagrado
  - Lynne Ramsay por En realidad, nunca estuviste aquí
- Premio a la interpretación femenina: Diane Kruger por En la sombra
- Premio a la interpretación masculina: Joaquin Phoenix for En realidad, nunca estuviste aquí
- Premio del Jurado:  Sin amor de Andrey Zvyagintsev
- Premio del 70.º Aniversario: Nicole Kidman
- Palma de Oro Honorífica:[26] Jeffrey Katzenberg

Un Certain Regard
- Prix Un Certain Regard: A Man of Integrity de Mohammad Rasoulof[27]
- Premio del Jurado de Un Certain Regard: Las hijas de Abril de Michel Franco
- Un Certain Regard al mejor director: Taylor Sheridan por Viento Salvaje
- Un Certain Regard Jury Award for Best Performance: Jasmine Trinca por Fortunata
- Premio La poesía del cine: Barbara de Mathieu Amalric

Cinéfondation
- Primer premio: Paul Is Here de Valentina Maurel
- Segundo Premio: Animal de Bahman y Bahram Ark
- Tercer Premio: Two Youths Died de Tommaso Usberti

Caméra d'Or
- Caméra d'Or: Bienvenida a Montparnasse de Léonor Sérraille

Cortometrajes
- Palma de Oro al mejor cortometraje: A Gentle Night de Qiu Yang
- Mención especial: The Ceiling de Teppo Airaksinen

### Premios independentes
Premios FIPRESCI
- 120 pulsaciones por minuto de Robin Campillo (En Competición)
- Demasiado cerca de Kantemir Balagov (Un Certain Regard)
- The Nothing Factory de Pedro Pinho (Quincena de Realizadores)

Premio Vulcan al Artista Técnico
- Premio Vulcain: Josefin Åsberg por The square (escenario)

Jurado Ecuménico
- Premio del Jurado Ecuménico: Hacia la luz de Naomi Kawase

Premios en el marco de la Semana Internacional de la Crítica
- Gran Premio Nespresso de la Semana de la Crítica: Makala de Emmanuel Gras
- France 4 Visionary Award: Gabriel e a montanha de Fellipe Gamarano Barbosa
- Premio SACD: Ava de Léa Mysius
- Premio Leica Cine Discovery al cortometraje: Los Desheredados de Laura Ferrés
- Premio Canal+:  The Best Fireworks Ever de Aleksandra Terpińska
- Premio Gan Foundation Support for Distribution: Gabriel e a montanha de Fellipe Gamarano Barbosa

Premios en el marco de la Quincena de Realizadores
- Premio Art Cinema: The Rider de Chloé Zhao
- Premio SACD: 
  - Un sol interior de Claire Denis
  - Amante por un día de Philippe Garrel
- Mención especial SACD: Divines de Houda Benyamina
- Premio Europa Cinemas Label: A Ciambra de Jonas Carpignano
- Premio Illy al cortometraje: Back to Genoa City de Benoit Grimalt

Jurado Premio Ojo Dorado
- Premio Ojo Dorado: Faces Places de Agnès Varda y JR
- Mención especial: Makala de Emmanuel Gras

Jurado Palma Queer
- Queer Palm: 120 pulsaciones por minuto de Robin Campillo
- Palma Queer: al mejor cortometrajeː Les Iles de Yann Gonzalez

Jurado Palma Dog
- Premio Palma Dog: Einstein por su papel de Bruno en The Meyerowitz Stories
- Premio del Gran Jurado: Lupo por Ava
- Premio Manitari Palm Dog: Leslie Caron y su perro de 17 años Tchi Tchi

Prix François Chalais
- Premio François Chalais: 120 pulsaciones por minuto de Robin Campillo

Premio Cannes Soundtrack
- Oneohtrix Point Never por Good Time

- Chopard Trophy:[41] Anya Taylor-Joy y George MacKay
- Carrosse d'Or:[42] Werner Herzog